# Władimir Sobolew
Władimir Jurijewicz Sobolew (ros.  Владимир Юрьевич Соболев, ur. 30 lipca 1991 roku w Gukowie) – rosyjski piłkarz grający na pozycji pomocnika w klubie Nieftiechimik Niżniekamsk, do którego jest wypożyczony z Rubinu Kazań.